# Höganäs kommun
Höganäs kommun är en kommun i nordvästra Skåne län, i före detta Malmöhus län. Centralort är Höganäs.
Kommunen utgörs till största del av Kullabergs urbergshorst, spetsen på halvön Kullen. Majoriteten utgörs av jordbruksmark. Området är dock mer känt för dess industrier relaterade till stenkol och lera, så som keramik. 
Med undantag för enskilda år har befolkningstrenden varit positiv. Sedan åtminstone 2002 har politiken dominerats av borgerliga partier.

## Administrativ historik
Kommunens område motsvarar socknarna: Brunnby, Farhult, Jonstorp, Viken och Väsby. I dessa socknar bildades vid kommunreformen 1862 landskommuner med motsvarande namn. 
Höganäs fiskeläges municipalsamhälle inrättades i Väsby landskommun 12 oktober 1889, parallellt med att det samtidigt fanns en fristående samhällsorganisation, en sorts förtida municipalsamhälle för själva industriorten. 1908 utökades municipalsamhället med området vid industriorten och municipalsamhället benämndes därefter Höganäs municipalsamhälle. Detta utökades sedan ytterligare 1917 alternativt 1919. Municipalsamhället ombildades 1936 till Höganäs stad. Ytterligare municipalsamhällen fanns: Mölle från 18 oktober 1907 till slutet av 1965, Arild från 3 september 1915 till slutet av 1965 och Viken från 7 oktober 1921 till slutet av 1964. 
Vid kommunreformen 1952 bildades storkommunerna Jonstorp (av tidigare kommunerna Farhult och Jonstorp) och Väsby (av Viken och Väsby) medan Brunnby landskommun och Höganäs stad förblev oförändrade.
1967 införlivades Väsby landskommun i Höganäs stad. Höganäs kommun bildades vid kommunreformen 1971 av Höganäs stad, Brunnby landskommun och Jonstorps landskommun.
Kommunen ingår sedan bildandet i Helsingborgs domsaga.

## Geografi
Höganäs kommun är belägen i de nordvästra delarna av  landskapet Skåne. I norr ligger Skälderviken och Kattegatt, i väster Öresund. Kommunen gränsar i söder till Helsingborgs kommun i före detta Malmöhus län.

### Topografi och hydrografi
Kommunen utgörs till största del av  Kullabergs urbergshorst, spetsen på halvön Kullen. Horsten sträcker sig i nordväst–sydöstlig riktning och dess högsta del, Håkull, når 188 meter över havet. Urberget är i resterande delen av området täckt med tjocka lager sedimentära bergarter. Längs Kullabergs kust förekommer klapperstensfält och strandmalar. I sydväst finns jordbrukslandskap med bördiga moränleror och i nordöst sandiga och leriga jordar. Kommunen avgränsas i väster av den långgrunda och delvis steniga kustlinjen mot Öresund och mot Skälderviken av Kullabergs branter samt längre österut av en omväxlande sandig och blockrik kuststräcka. På många ställen längs kusten finns spår efter landhöjningen, primärt i form av strandvallar och strandhak men även i form av grottor. Den tydligast markerade strandlinjen finns från  Nyhamnsläge till Svanshall där den kan följas cirka 10 m över den nuvarande havsytan.
Nedan presenteras andelen av den totala ytan 2020 i kommunen jämfört med riket.
|  | Bebyggelse (15,4 %) |

|  | Skog (10,3 %) |

|  | Öppen myrmark (0,2 %) |

|  | Jordbruksmark (66,2 %) |

|  | Övrig mark (7,8 %) |

|  | Bebyggelse (3,1 %) |

|  | Skog (68,0 %) |

|  | Öppen myrmark (7,2 %) |

|  | Jordbruksmark (7,4 %) |

|  | Övrig mark (14,3 %) |

### Naturskydd
År 2023 fanns 15 naturreservat i Höganäs kommun. Bland dessa Möllahässle, ett område på 73 hektar som skyddades 1956. Men delar av området skyddades som naturminne redan 1951, detta då det var den enda kvarvarande platsen i Sverige för klockgrodor. Området är även skyddat enligt Natura 2000. Ett annat exempel är Strandhagen Arild, ett område på fyra hektar som skyddades 1958. Området utgörs av klipp- och stenstrand, ängs- och betesmark samt ohävdad strandäng. Även detta område är skyddat enligt Natura 2000.

### Administrativ indelning
Fram till 2016 var kommunen för befolkningsrapportering indelad i fem församlingar: Höganäs, Väsby, Vikens, Brunnby och Farhult-Jonstorps. 

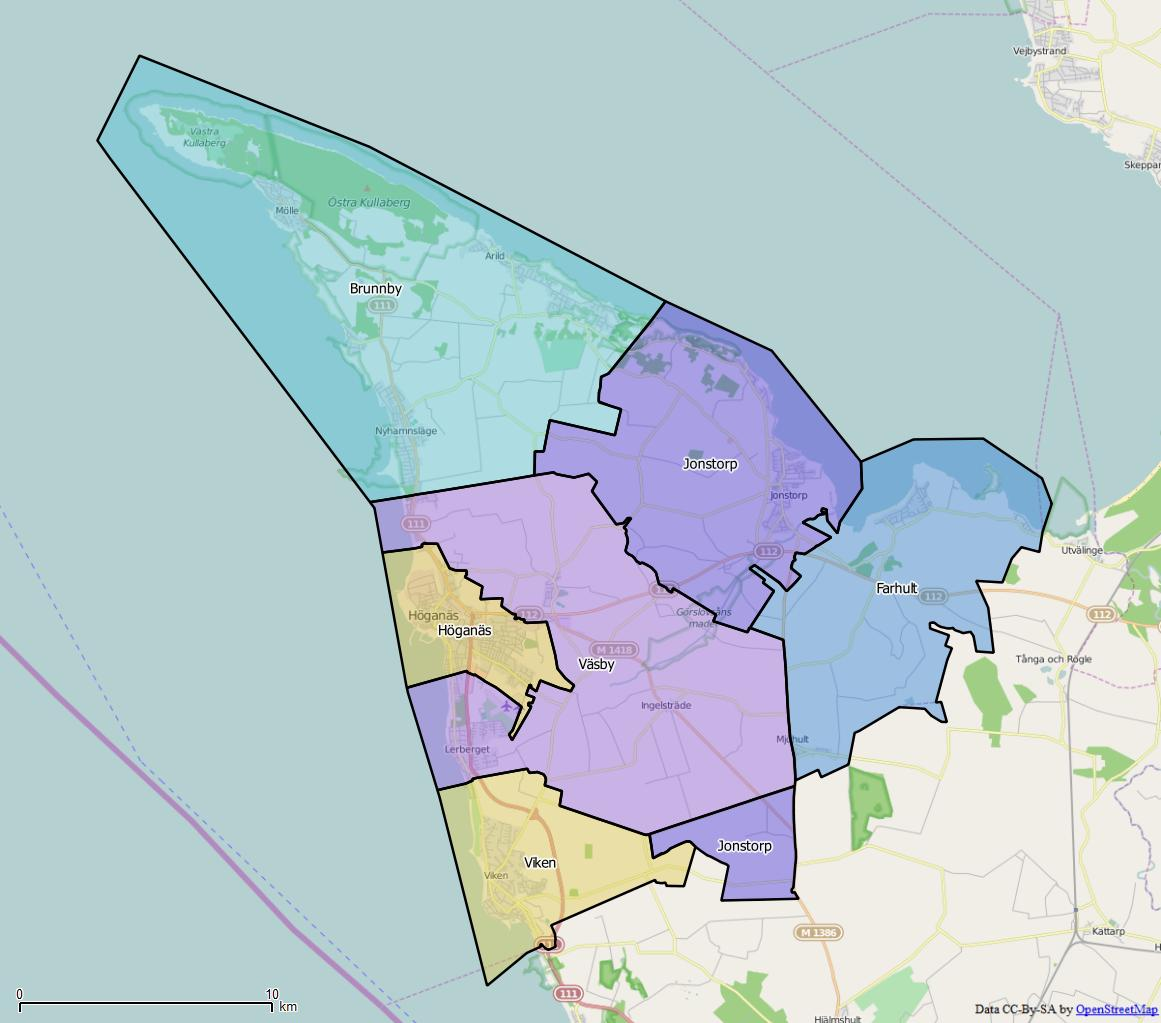
Distrikt (socknar) inom Höganäs kommun

Från 2016 indelas kommunen istället i sex distrikt, (socknar): Brunnby, Farhult, Höganäs, Jonstorp, Viken och Väsby.

### Tätorter
2015 fanns det åtta tätorter i Höganäs kommun. I tabellen presenteras tätorterna i storleksordning efter befolkning. Centralorten är i fet stil.
| Tätort          | Befolkning | Landareal (hektar) | Täthet (inv./km²) |
| --------------- | ---------- | ------------------ | ----------------- |
| Höganäs         | 14 778     | 1 011              | 1 462             |
| Viken (del av*) | 4 487      | 293                | 1 531             |
| Jonstorp        | 1 972      | 192                | 1 029             |
| Arild           | 713        | 330                | 216               |
| Mölle           | 634        | 86                 | 736               |
| Mjöhult         | 322        | 43                 | 746               |
| Farhult         | 312        | 95                 | 327               |
| Ingelsträde     | 250        | 44                 | 565               |

* En mindre del av Viken ligger i Helsingborgs kommun.

## Styre och politik

### Styre
| 2002–2006 | M | FP | C  | KD |
| 2006–2010 | M | FP | C  | KD |
| 2010–2014 | M | FP | C  | KD |
| 2014–2018 | M | L  | C  | KD |
| 2018–2022 | M | C  | KD |    |
| 2022–     | M | MP | C  | KD |

### Kommunfullmäktige

#### Presidium
| Presidium 2022–2026    | Presidium 2022–2026 | Presidium 2022–2026 |
| ---------------------- | ------------------- | ------------------- |
| Ordförande             | M                   | Péter Kovács        |
| Förste vice ordförande | C                   | Ulf Molin           |
| Andre vice ordförande  | S                   | Wivi-Anne Broberg   |

Källa:

#### Mandatfördelning 1970–2022
| 18 | 8 | 6 |  | 8 |

| 37 |

| 18 | 9 | 4 | 10 |

| 34 | 7 |

| 17 | 8 | 4 |  | 11 |

| 32 | 9 |

| 17 | 6 | 4 |  | 13 |

| 32 | 9 |

| 17 |  | 5 | 2 |  | 15 |

| 29 | 12 |

|  | 15 |  | 3 | 6 |  | 14 |

| 27 | 14 |

|  | 15 | 4 | 3 | 5 |  | 12 |

| 23 | 18 |

|  | 14 | 2 |  | 3 | 3 | 3 | 14 |

| 27 | 14 |

|  | 17 | 2 |  | 3 | 3 |  | 13 |

| 24 | 17 |

| 2 | 13 | 2 | 2 | 2 | 2 | 4 | 14 |

| 23 | 18 |

| 2 | 11 | 2 |  |  | 4 | 5 | 4 | 11 |

| 24 | 17 |

|  | 9 | 2 |  | 2 | 3 | 3 | 3 | 17 |

| 24 | 17 |

|  | 7 | 3 |  | 2 | 2 | 4 | 2 | 19 |

| 24 | 17 |

|  | 8 | 3 | 4 | 2 | 3 |  | 19 |

| 19 | 22 |

|  | 7 | 3 | 5 | 3 | 3 | 2 | 17 |

| 25 | 16 |

|  | 8 | 3 | 6 | 2 | 4 | 2 | 15 |

| 24 | 17 |

### Nämnder

#### Kommunstyrelse
| Presidium 2022–2026    | Presidium 2022–2026 | Presidium 2022–2026 |
| ---------------------- | ------------------- | ------------------- |
| Ordförande             | M                   | Peter Schölander    |
| Förste vice ordförande | MP                  | Johan Ingvarsson    |
| Andre vice ordförande  | S                   | Lennart Nilsson     |

Källa:

#### Övriga nämnder
| Nämnder 2022-2026      | Ordförande | Ordförande        | Vice ordförande | Vice ordförande               | Andre vice ordförande | Andre vice ordförande |
| ---------------------- | ---------- | ----------------- | --------------- | ----------------------------- | --------------------- | --------------------- |
| Bygg- och miljönämnden | M          | Fredrik Walderyd  | M               | Olof Suneson                  | S                     | Gary Paulsson         |
| Socialnämnden          | M          | Marie Tidedal     | MP              | Magnus Wiberg                 | S                     | Peter Graff           |
| Utbildningsnämnden     | M          | Pia Möller        | M               | Britt-Inger Hillhammar Ekberg | S                     | Carola Persson        |
| Överförmyndarnämnden   | M          | Åsa Linde Thornée | KD              | Inga-Maj Hult                 |                       |                       |
| Valnämnden             | C          | Gertrud Green     | M               | Marianne Härning Nilsson      |                       |                       |
| Revisionen             | S          | Hazze Brokopp     | M               | Lars Bergwall                 |                       |                       |

### Vänorter
I Norden:
- Herlev, Danmark
- Nesodden, Norge
- Lieto, Finland
- Seltjarnarnes, Island

Utanför Norden:
- Wittstock, Tyskland
- Dombóvár, Ungern

## Ekonomi och infrastruktur

### Näringsliv
Området har en lång tradition av industrier. På 1700-talet startades industriell stenkolsbrytning i Kullabygden. I samband med detta hittades också lera som kom att användas för tillverkning av krukor, kannor och krus. Dessa brändes med hjälp av kolet. Dessutom användes leran för att tillverka tegelsten, rör och andra byggnadsmaterial vilket ledde till att andra industrigrenar växte fram. I början av 2020-talet hölls traditionen med lera och keramik fortsatt vid liv och har kommit att symbolisera Höganäs och Kullabygden. Den största industrikoncernen var Höganäs AB, som numera enbart tillverkar järnpulver. Andra större företag var Calderys Nordic AB. Andra viktiga branscher var turismen och trädgårdsnäringen.

### Infrastruktur

#### Transporter
Från Mölle utgår länsväg 111 söderut, varifrån länsväg 112 avtar österut vid Höganäs.

#### Utbildning
Inom Höganäs kommun finns sex kommunala grundskoleenheter, så kallade f–9-skolor, som har undervisning från och med förskolenivå till och med årskurs nio:  
- Bruksenheten
- Jonstorpsenheten
- Lerbergsenheten
- Nyhamnsenheten
- Tornlyckeenheten
- Vikenenheten

Tre fristående grundskolor är verksamma i Höganäs kommun: Montessoriskolan Tellus, Brunnby skola och Vikens Montessori.
Kullagymnasiet är Höganäs kommuns gymnasieskola och bedriver undervisning på följande program:  El- och energiprogrammet, naturvetenskapsprogrammet, samhällsvetenskapsprogrammet, ekonomiprogrammet, teknikprogrammet, försäljnings- och serviceprogrammet, introduktionsprogrammen och T4 gymnasieingenjör.
Det finns också idrottsprofiler inom ishockey, sadel, fotboll och e-sport.

## Befolkning

### Demografi

#### Befolkningsutveckling
Kommunen har 28 430 invånare (31 december 2024), vilket placerar den på 93:e plats avseende folkmängd bland Sveriges kommuner.
| Befolkningsutvecklingen i Höganäs kommun 1970–2020 | Befolkningsutvecklingen i Höganäs kommun 1970–2020 | Befolkningsutvecklingen i Höganäs kommun 1970–2020 | Befolkningsutvecklingen i Höganäs kommun 1970–2020 | Befolkningsutvecklingen i Höganäs kommun 1970–2020 |
| -------------------------------------------------- | -------------------------------------------------- | -------------------------------------------------- | -------------------------------------------------- | -------------------------------------------------- |
|                                                    |                                                    |                                                    |                                                    |                                                    |
| År                                                 |                                                    |                                                    | Folkmängd                                          |                                                    |
| 1970                                               | 1970                                               |                                                    | 19 014                                             |                                                    |
| 1975                                               | 1975                                               |                                                    | 21 267                                             |                                                    |
| 1980                                               | 1980                                               |                                                    | 22 111                                             |                                                    |
| 1985                                               | 1985                                               |                                                    | 22 212                                             |                                                    |
| 1990                                               | 1990                                               |                                                    | 22 654                                             |                                                    |
| 1995                                               | 1995                                               |                                                    | 22 854                                             |                                                    |
| 2000                                               | 2000                                               |                                                    | 22 639                                             |                                                    |
| 2005                                               | 2005                                               |                                                    | 23 482                                             |                                                    |
| 2010                                               | 2010                                               |                                                    | 24 637                                             |                                                    |
| 2015                                               | 2015                                               |                                                    | 25 610                                             |                                                    |
| 2020                                               | 2020                                               |                                                    | 27 168                                             |                                                    |

## Kultur

### Kulturarv
I Höganäs kommun är Nimis och Tipifesten två välbesökta utflyktsmål under sommarhalvåret.
Höganäs kommun är även en stor keramikbygd med många hantverkare och konstnärer.
I byn Skäret, utanför Brunnby, ligger även ett av Sveriges mest besökta caféer, Flickorna Lundgren

### Kommunsymboler

#### Kommunvapen
Blasonering: I silver två stolpvis ställda svarta facklor med röd låga, överlagda med ett rött ankare. 
Vapnet fastställdes för Höganäs stad 1937, men med helt röda facklor. Symbolerna syftar på gruvverksamheten. Gruvbolaget hade ett ankare som varumärke. Efter kommunbildningen 1971 valdes stadens vapen framför Brunnbys från 1957, men facklorna gjordes svarta. Vapnet registrerades för kommunen i PRV 1979.

Brunnby landskommun (1957–1970)
Höganäs stad (1937–1970)

#### Kommunfågel

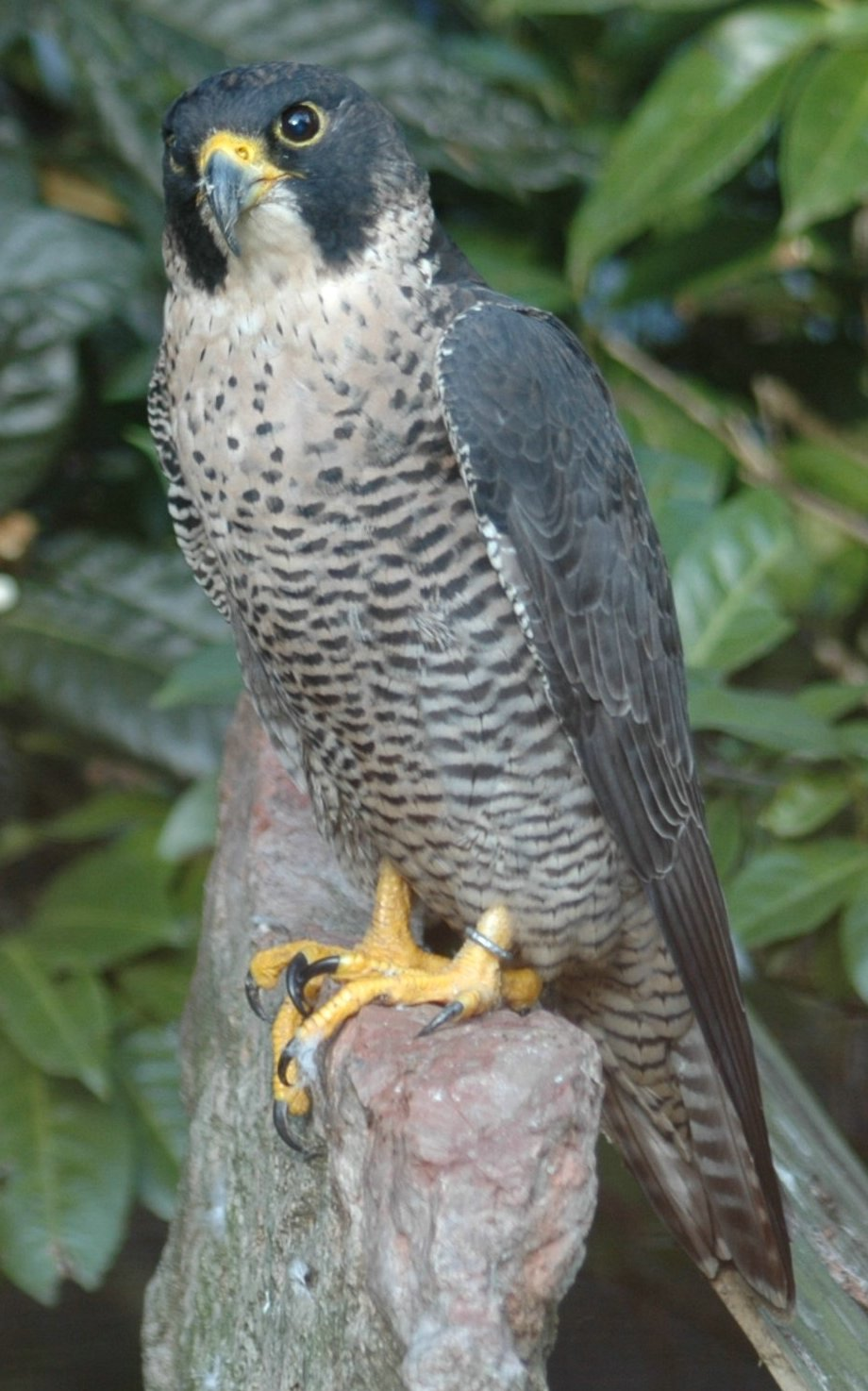
Pilgrimsfalken är Höganäs kommunfågel.